# Федерація футболу Танзанії
Футбольна федерація Танзанії (суах. Shirikisho la Mpira wa Miguu Tanzania, TFF) — організація, що здійснює контроль і управління футболом в Танзанії. Розташовується в Дар-ес-Салам. ФФТ був створений у 1930 році, вступив у ФІФА у 1964 році та в КАФ у 1965 році. Федерація організовує діяльність і управляє національними збірними з футболу (чоловічою, жіночою, молодіжною). Під егідою федерації проводиться чемпіонат, кубок та інші змагання.